# اچ‌ام‌اس ایموگنه (۱۸۳۱)
اچ‌ام‌اس ایموگنه (۱۸۳۱) (به انگلیسی: HMS Imogene (1831)) یک کشتی بود که طول آن ۱۲۵ فوت (۳۸ متر) بود. این کشتی در سال ۱۸۳۱ ساخته شد.